# Santee (tribu)
Els santee eren una tribu històrica de llengua siouan a Carolina del Sud. Històricament els santee eren una tribu petita (amb una població estimada al voltant de 3.000 l'any 1600) i centrada en la zona de l'actual ciutat de Santee (Carolina del Sud). El seu assentament es trobava al llarg del riu Santee, convertit en embassament i anomenat Lake Marion.

## Història
Històricament, la gran majoria de les diverses tribus de parla sioux es troba a les Grans Planes, on havien emigrat i s'havien assentat abans del contacte europeu.
Algunes tribus de parla sioux també van habitar el territori de l'actual Virgínia, Maryland i Carolina del Nord. Els santee tenien connexions amb les ciutats baixes cherokees i amb els creek, a causa del moviment cap a l'oest d'aquests grups indígenes americans durant l'època de conquesta colonial
Es creu que s'havia construït un monticle de terra de la cultura del Mississipi (1000-1500 AD) als marges del llac Marion. Aquesta estructura va ser construïda per pobles indígenes prehistòrics de la zona abans de la formació dels santee com a tribu. El turó va ser utilitzat probablement per a l'enterrament d'un cap o xaman. Històricament els santee potser parlaven la llengua catawba.
El Santee Indian Mound vora Summerton (Carolina del Sud) fou registrat en el Registre Nacional de Llocs Històrics en 1969.

## Grups contemporanis
La Santee Indian Organization, una romanalla de la tribu, fou reconeguda estatalment per la Comissió de Carolina del Sud per a Afers de Minories el 27 de gener de 2006. Afirmen tenir 600 membres registrats, tanmateix el cens dels Estats Units del 2010 registra 42 membres de la Santee Indian Organisation i 14 més de la Santee Indian Nation of South Carolina.